# Flavorwire
Flavorwire es una revista digital de cultura con sede en Nueva York. El sitio web incluye artículos originales, entrevistas, reseñas, así como contenido reciclado de otras fuentes. Flavorwire se describe a sí misma como "una red de gente conectada culturalmente, que cubre eventos, arte, libros, música, cine, TV, y cultura popular alrededor del mundo. De alta cultura, de baja cultura, y de todo en medio: es interesante y hablamos sobre ello". El propietario de Flavorwire es Flavorpill Media.

## Historia
Según Elizabeth Spiers, directora editorial de Flavorwire, Flavorwire "se diseñó originalmente para reseñar las noticias de negocio de Flavorpill. Durante mucho tiempo, no dispuso de una publicación web real." En 2014 Flavorpill empezó a crecer y añadir más contenido original. La página web se ha convertido desde entonces en una popular fuente de cultura pop. Flavorwire ha publicado entrevistas originales con George Takei, Joe Dante, Roger Corman, Ava DuVernay, Amy Sedaris, Mitchell Kriegman, Michel Gondry y otros.